# Кладбище Лейквуд
Лейквудское Кладбище — большое частное несектантское кладбище, расположенное в Миннеаполисе, штат Миннесота, США. Оно расположено на Хеннепин-авеню, 3600, в южной части района Uptown. Оно известно своей часовней, которая внесена в Национальный реестр исторических мест и была построена по образцу Собора Святой Софии в Стамбуле, Турция.

## История
Площадь Лейквуда составляет около 250 акров, в память о погибших установлено более 200 000 памятников и надгробий.:56 Долгое время считавшееся одним из самых красивых кладбищ в стране, оно было смоделировано по образцу сельских кладбищ Франции 19 века, таких как Пер-Лашез в Париже. Когда Лейквуд был основан в 1871 году, сельские кладбища становились все более популярными в рамках растущей тенденции к удалению захоронений на церковных кладбищах от центра города.

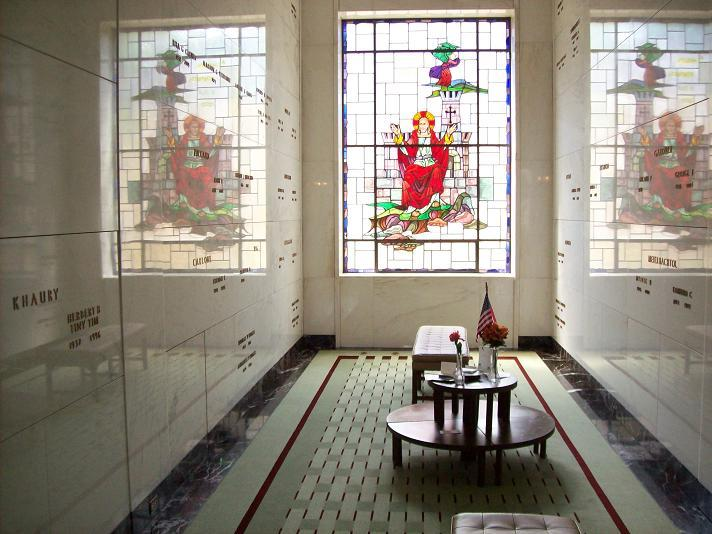
Витражное окно в одной из комнат Мавзолея; слева видна гробница Герберта Хаури, известного как Tiny Tim.

В июле 1871 года полковник Уильям С. Кинг, местный бизнесмен и издатель газет, предложил общественным лидерам города совместно работать над созданием кладбища «в одном из красивых мест недалеко от озёр, где городские власти никогда серьёзно не помешали бы». В августе того же года было проведено собрание по созданию Ассоциации кладбищ Линдейла (переименованной в Лейквуд в феврале 1872 года).:951 Согласно протоколу первоначального собрания, записанному Томасом Лоури, «после изучения различных населенных пунктов они выбрали землю, принадлежащую Уильяму С. Кингу, лежащую между озерами Калхун и Харриет». Полковник Кинг согласился продать свою землю для этой цели за 21 000 долларов, «чтобы вернуть её в течение года под 7 процентов годовых». Первые попечители проголосовали за сбор 25 000 долларов на покупку земли и благоустройство в то время, когда стоимость дома в Миннеаполисе составляла около 500 долларов. Деньги были собраны путем продажи 250 акций по 100 долларов за штуку, две трети из которых были приобретены самими попечителями. Оставшийся остаток был запрошен комитетом и продан другим местным инвесторам. В апреле 1872 года суперинтендант А. Б. Бартон и попечительский совет наняли К. У. Фолсома, суперинтенданта кладбища Маунт-Оберн в Кембридже, штат Массачусетс, для разработки планов нового кладбища.:25 В октябре 1872 года Ассоциация вновь приобрела все акции, которые были проданы населению.
Публичное посвящение Лейквуда состоялось 16 сентября 1872 года, при этом «большое количество лотов было отобрано по окончании мероприятия присутствующими гражданами».:952 Многие из самых ранних лотов, проданных в 1870—1880-х годах, оставались неиспользованными до 1972 года, когда они были возвращены для перепродажи населению.:131 Первым человеком, похороненным на Лейквудском кладбище, была Мэгги Мензел, которая умерла 24 января 1872 года в возрасте девятнадцати лет.:649–650

## Похороненные Знаменитости

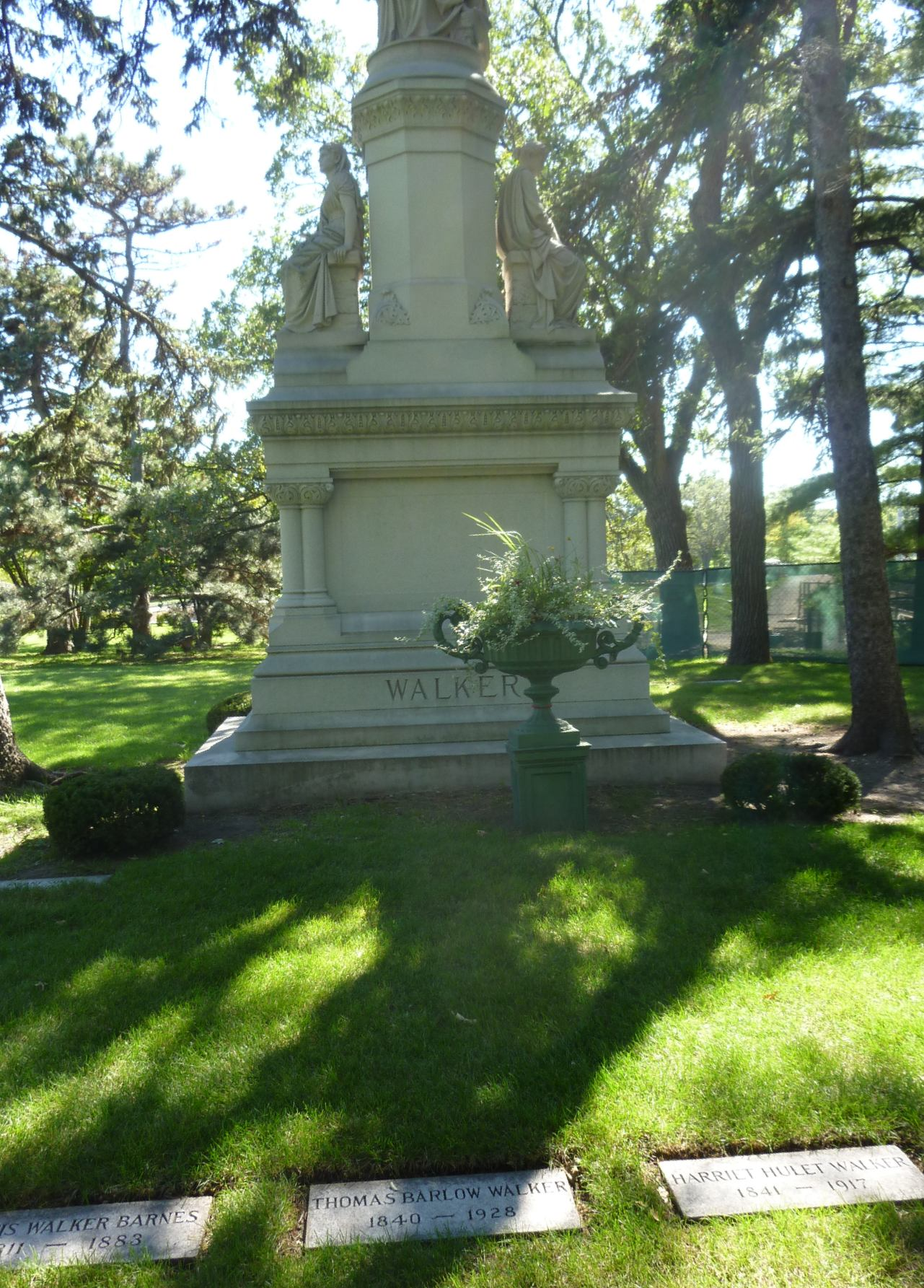
Monument for the family of T. B. Walker

Альберт Абдалла (1878—1968), основатель компании Abdallah Candies
Седрик Адамс (1902—1961), журналист и радиоведущий из Миннесоты
Базз Арлетт (1899—1964), американский бейсболист, иногда известный как «Бейб Рут из низших лиг».
Уильям Ф. Бек (28 августа 1904 — 24 октября 1966), переводчик Библии
Роберт Сирелл Браун, первый чёрный доктор[12]
Курт Карлсон (1914—1999), основатель Radisson Hotels
Джон Кросби (1828—1887), основатель компании Washburn-Crosby, предшественницы General Mills
Х. Дэвид Далквист (1918—2005), изобретатель сковороды Бундт и основатель компании Nordic Ware
Рон Доуз (1937—1992), один из трех участников марафона на Олимпийских играх 1968 года в Мексике, США; финишировал 22-м[постоянная мертвая ссылка]
Джордж Дейтон (1857—1938), основатель компании Dayton Dry Goods, которая стала Target Corporation
Уильям Худ Данвуди (1841—1914), бизнесмен, и Кейт Л. Данвуди, основатели Технологического колледжа Данвуди
Мэри Джексон Эллис, первая афроамериканская школьная учительница в Миннесоте.[12]
Стив Фоули (1959—2008), барабанщик The Replacements
Уильям Уоттс Фолвелл (1833—1929), первый президент Университета Миннесоты
Орвилл Фримен (1918—2003), 29-й губернатор Миннесоты, бывший министр сельского хозяйства США
Абрам М. Фридли (1817—1892), политик и капиталист, в честь которого был назван город Фридли, штат Миннесота
Фрэнсис А. Джентер (1898—1992), владелица чистокровной скаковой лошади, выигравшая две самые важные скачки Америки, Кентуккийское дерби 1990 года и Классический Кубок заводчиков
Льюис А. Грант (1828—1918), генерал Гражданской войны в США и помощник военного министра США.
Бартон С. Хейз (1826—1914), художник
Хьюберт Х. Хамфри (1911—1978), Вице-президент Соединенных Штатов, Сенатор США
Мюриэл Хамфри (1912—1998), Вторая леди Соединенных Штатов, Сенатор США
Айзек Уилсон Джойс (1836—1905), Методистское епископ
Герберт Бутрос Хаури (1932—1996), также известный как Тайни Тим, артист эстрады и музыкальный архивариус
Уильям С. Кинг (1828—1900), представитель США от республиканской партии в штате Миннесота и журналист
Роберт Келер (1850—1917), художник немецкого происхождения и преподаватель рисования
Б. Роберт Льюис (1931—1979), [13] первый афроамериканец, сенатор штата Миннесота[12]
Чарльз М. Лоринг (1833—1922), бизнесмен, соучредитель Лейквудского кладбища
Джон Хью Макмиллан (1928—2008), бизнесмен[14]
Бобби Маршалл (1880—1958), первый афроамериканец, игравший в футбол в Западной конференции (позже известной как «Большая десятка»), [12] один из первых афроамериканских игроков НФЛ[12]
Форрест Марс-старший (1904—1999), создатель компании M&M’s candy
Фрэнк Кларенс Марс (1882—1934), создатель шоколадного батончика Млечный путь"
Мэгги Мензел (1853?-1872), Первый человек, похороненный на Лейквудском кладбище
Марен Мишле (1869—1932), первая преподавательница норвежского языка в любой государственной средней школе в Соединенных Штатах и популяризатор скандинавской культуры.[15]
Джордж Микан (1924—2005), профессиональный баскетболист[16][17]
Карл Мюллер (1963—2005), басист Soul Asylum
Делла Уитни Нортон (1840—1937), поэтесса, писательница и христианский ученый
Эмиль Оберхоффер (1867—1933), основатель симфонического оркестра Миннеаполиса
Уильям Оландер (1950—1989), старший куратор Нового музея современного искусства, Нью-Йорк.
Флойд Б. Олсон (1891—1936), 22-е Губернатор Миннесоты
Брайан Оттосон (1978—2005), американский гитарист Head Charge
Руди Перпич (1928—1995), 34-й и 36-й губернаторы Миннесоты
Дейв Питерсон, тренер мужской национальной сборной США по хоккею с шайбой[18]
Джон С. Пиллсбери (1827—1901), восьмой губернатор Миннесоты, основатель компании «Пиллсбери»
Карл Полэд (1915—2009), владелец миннесотских близнецов
Джеймс Семпл (1910—1995), дирижёр многих оркестров, включая Орегонский симфонический
Сибил Сандерсон (1864—1903). знаменитое американское оперное сопрано времен парижской прекрасной эпохи.
Джордж М. Скотт (1922—2006), судья Верховного суда штата Миннесота, прокурор округа Хеннепин, кандидат на пост губернатора штата Миннесота
Клиффорд Д. Саймак (1904—1988), американский писатель-фантаст
Лена Олив Смит, первая чернокожая женщина-адвокат[12]
Джон Пиллсбери Снайдер (1888—1959), выживший на корабле «Титаник», [19] и внук Джона С. Пиллсбери
Нелли Снайдер (1889—1983), спасшаяся на «Титанике»[20] и жена Джона Пиллсбери Снайдера
Тайни Тим (1932—1996), певец, музыкант и телеведущий
Харриет Г. Уокер (1841—1917), президент Северо-Западной больницы, ныне входящей в состав Allina Hospitals & Clinics
Т. Б. Уокер (1840—1928), лесоруб и коллекционер произведений искусства, основатель Центра искусств Уокера
Пол Уэллстоун (1944—2002), сенатор США от штата Миннесота
Лайл Райт, (1898—1963) бизнесмен, организатор мероприятий, член Зала хоккейной славы Соединенных Штатов

## Галерея

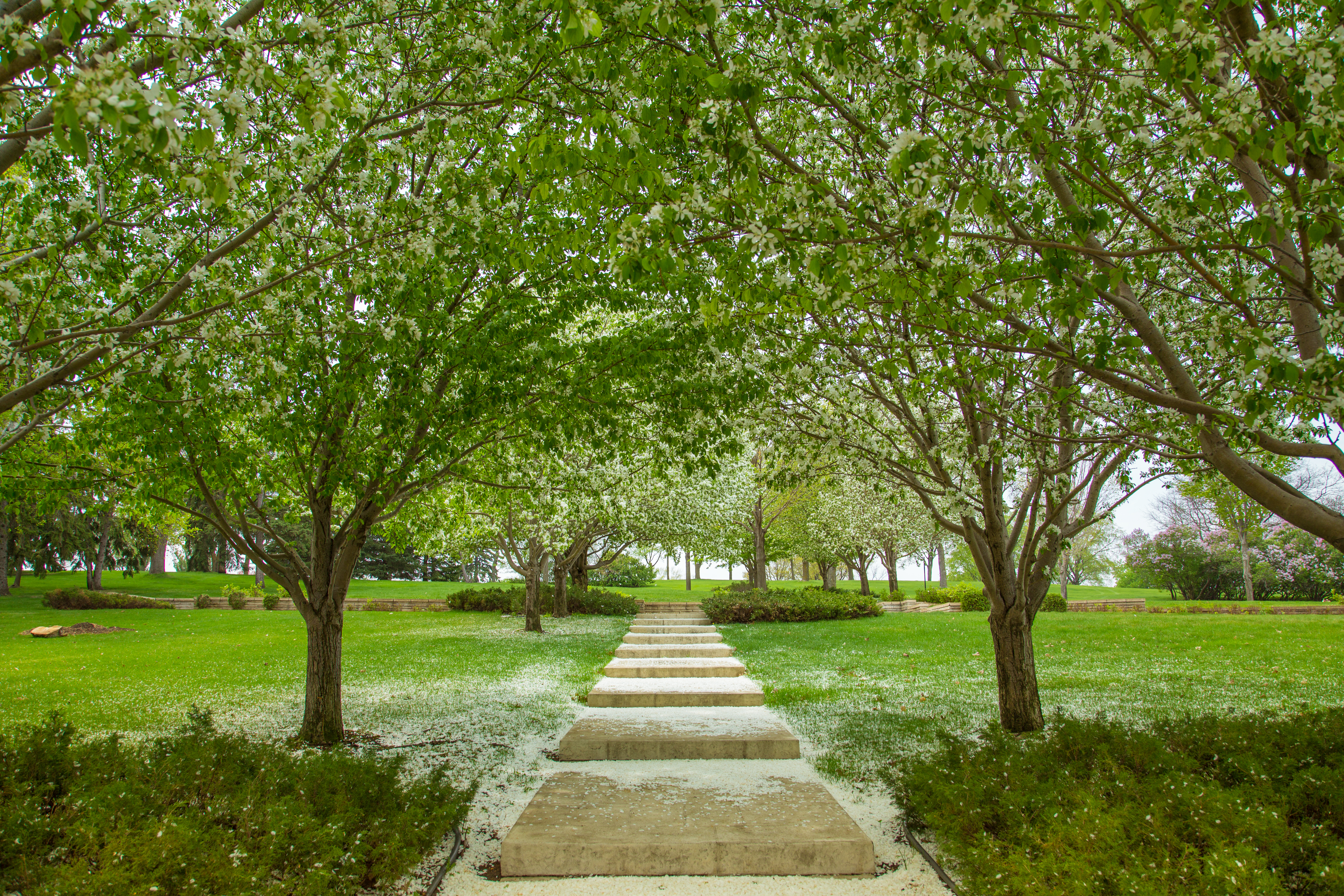
Garden of Remembrance
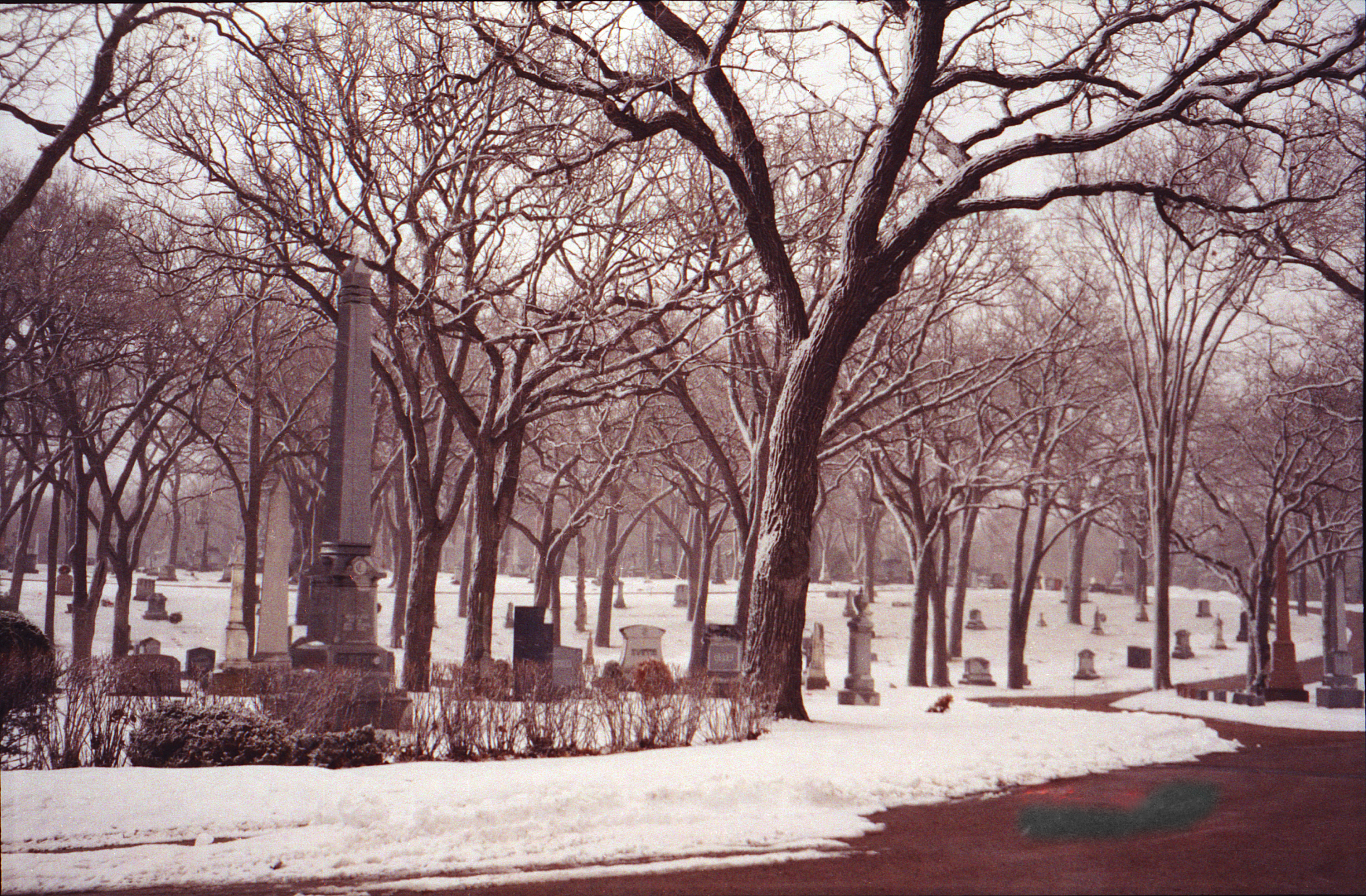
Lakewood Cemetery in Winter
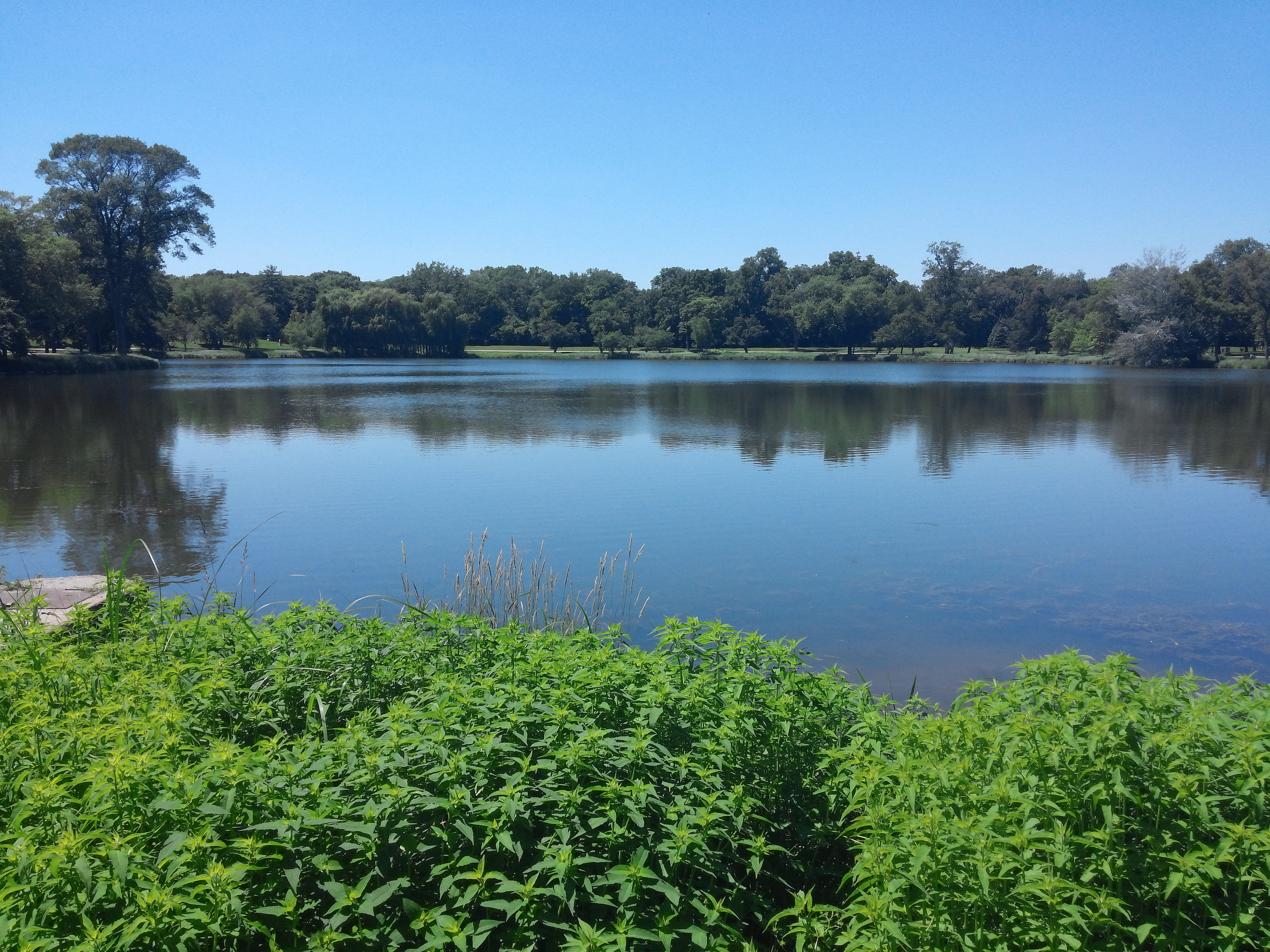
Cemetery Lake (Jo Pond), June 2016
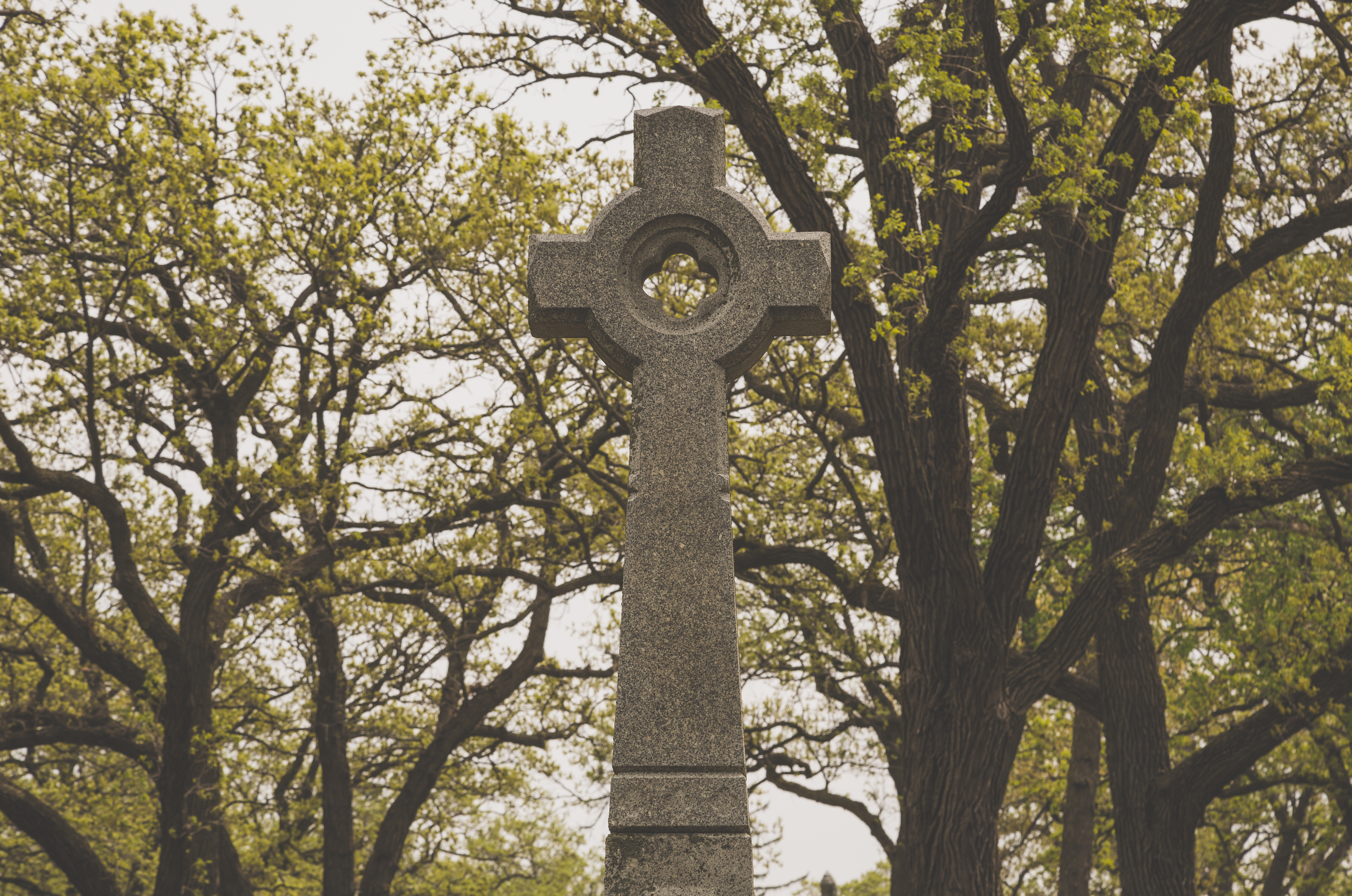
Lakewood Cemetery Cross
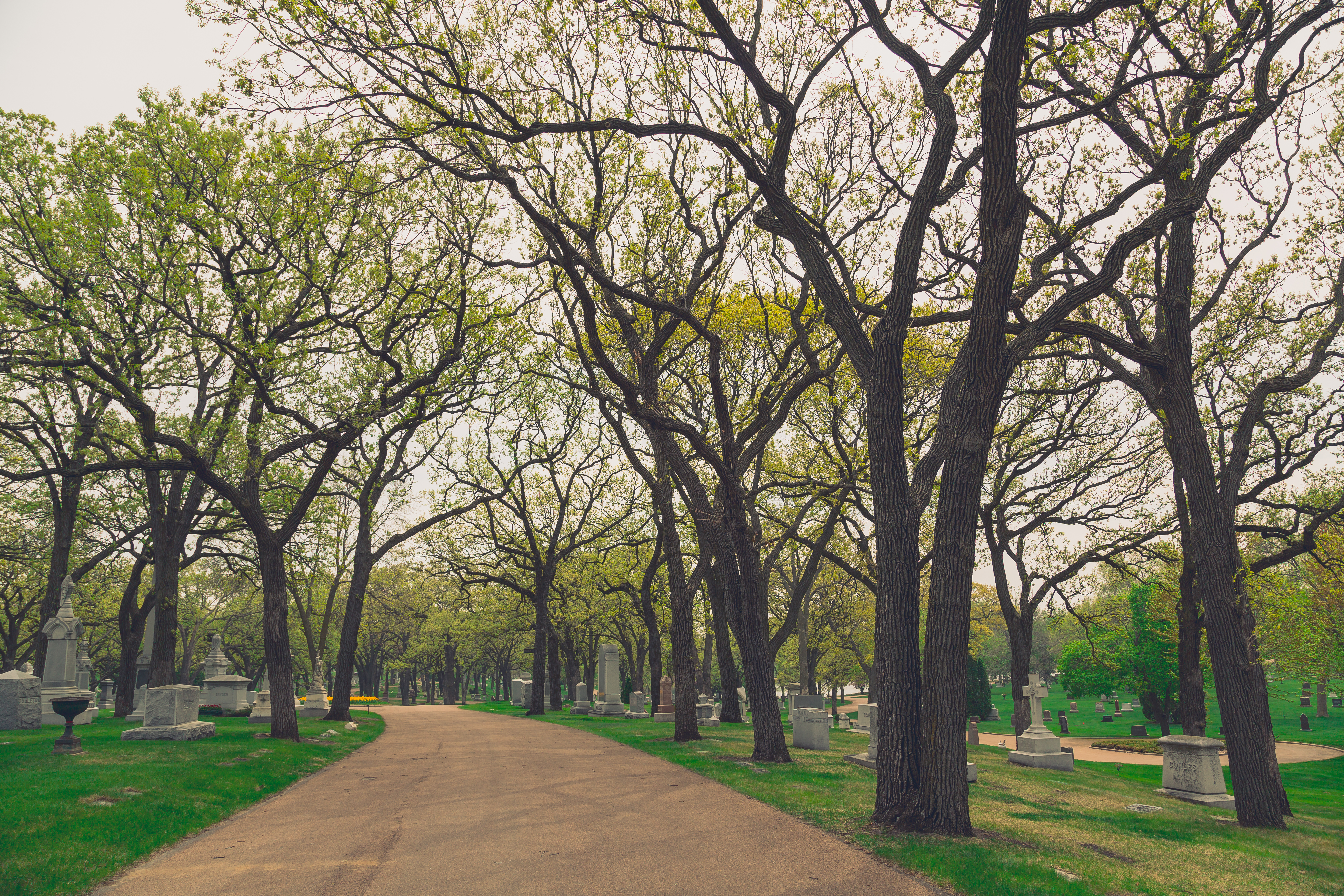
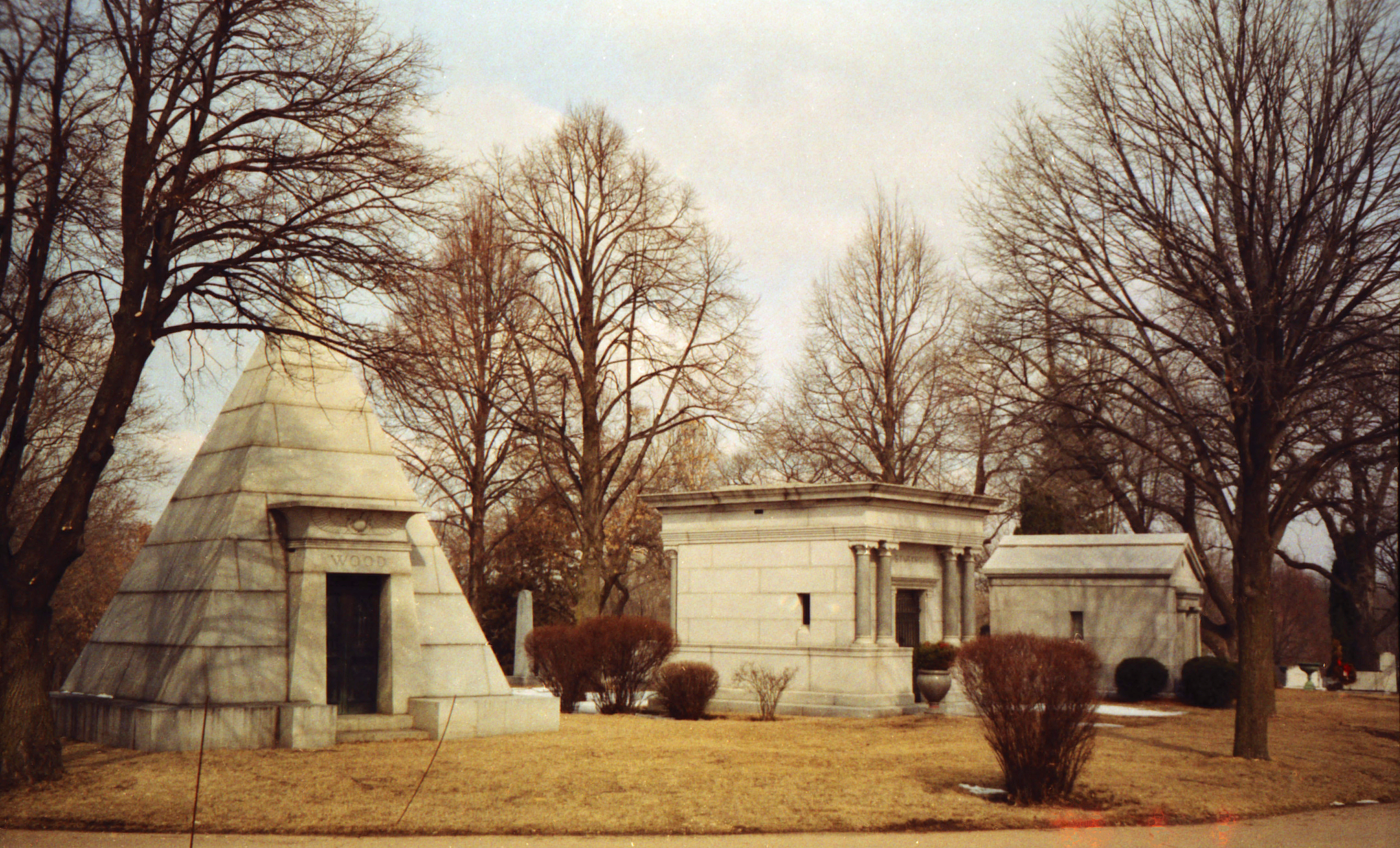
Lakewood Mausoleums
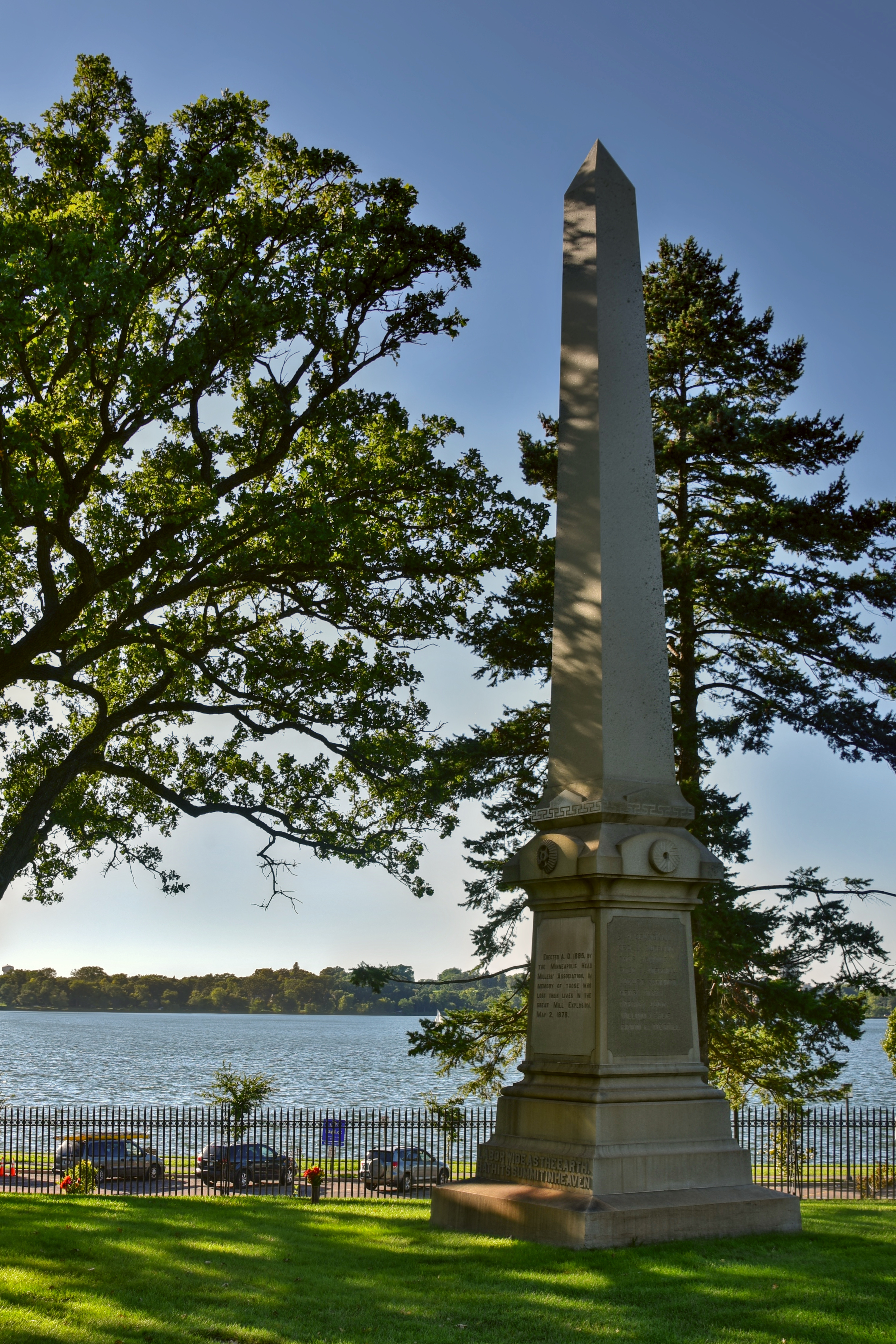
Memorial to the 1878 Washburn A mill disaster